# 巴比倫王
巴比倫王（日語：ベルシャザール），是日本純種競賽馬匹。生涯前期主要出戰草地賽事，後期轉戰泥地賽事後大爲活躍，曾於2013年勝出日本盃泥地大賽。

## 出賽前
20008年4月25日出身於北海道千歲市社台牧場，成長途中於一口馬主俱樂部Shadai Race Horse Co. Ltd.進行馬主募集。
其後交由栗東訓練中心練馬師松田國英訓練。

## 競賽生涯

### 2歲
2010年10月9日出戰京都競馬場2歲新馬戰，比賽途中選擇於先頭位置推進，進入直路後進一步提高加速速度，最終成功以頸位優勢壓贏第二取得首勝。
其後出戰萩錦標，雖然於直路展現不俗的速度進行衝刺，但未能追上領放馬Meisho Ozora下再被湘南聲威超越，最終以第三落敗。
12月26日出戰公開賽希望錦標，比賽途中一直保持於第二的先頭位置，進入直路後一舉加速衝出，最終成功抵擋中山騎士的來襲以鼻位優勢險勝對手。

### 3歲
2011年於2月的共同通信盃作爲年度首戰，但於直路未能壓制對手下敗於中山騎士、環球銀行及Deep Sound以第四完賽。
3月26日出戰春季錦標，比賽途中繼續採取先行戰術下於直路一度取得領先，可惜於中段被後方以凌厲姿態來襲的黃金巨匠超越，最終以3/4馬位差距落敗得亞軍。
4月24日以優先出賽權的方式出戰皋月賞，然而於比賽途中無法維持體力，最終於直路大幅失速下以第十一大敗。
其後繼續於經典三冠戰線挑戰，於5月出戰東京優駿（日本打吡）。比賽開始後，其以穩定的姿態處於先頭第六左右的位置推進，並於比賽途中一直維持此節奏。進入直路後，雖然其不斷加速嘗試衝出，但其後瞬間被後上的黃金巨匠及凱旋芭蕾超越並拉開，最終以距離頭馬黃金巨匠8 3/4馬位、二馬凱旋芭蕾7馬位的狀態取得第三。
入秋後以聖烈特紀念作爲熱身，於其中保持不俗的節奏及加速力，最終守住一席第四的入板位置。
其後出戰經典三冠尾關菊花賞，雖然於比賽途中有爬升加速的跡象，但於進入直路後瞬間因體力不支而失速沉底，最終以尾二第十七慘敗。

### 4歲
2012年年初放草回歸後，陣營考慮其距離適性後決定安排其縮程出戰一哩賽事打吡公爵挑戰盃，然而於其中無法發揮自身的實力，最終以第十五大敗。
完賽後陣營認爲其於比賽途中的步伐有異，因而安排其進行詳細檢查，最終確認爲骨折並進入長期休養。

### 5歲
2013年5月復出，由於陣營認爲其剛由骨折狀態恢復，因而決定安排其以負擔較輕的泥地賽事作爲復出戰，以條件戰成田拜仁紀念作爲目標。比賽開始後，其於以較快的節奏搶佔先頭位置，並於通過第三彎道後開始發力取得領先。進入直路後，雖然其勢頭稍微減弱並開始被後方賽駒縮窄距離，但最終仍然可以保住一席季軍。
其後繼續於泥地戰線打拼，並於白川鄉錦標、日本電台賞及巴西盃三場賽事中取得兩冠一亞的優秀戰績。
陣營眼見其於泥地賽事表現優秀，因而決定安排其出戰三級賽武藏野錦標尋求突破。比賽開始後，其繼續以自身擅長的先行戰術展開推進，並於通過最後彎道時候稍爲進入加速狀態。進入直路後，其繼續於所在位置進行加速並超越前方賽駒，其後繼續保持衝刺下成功擊退後方來襲的Admire Royal，最終以3/4馬位優勢取得首個分級賽冠軍。
12月1日乘勢出戰日本盃泥地大賽，並於賽前落後北港火山及古國傳說取得第三人氣。比賽開始後，其採取與以往不同的方式，於中團靠後第十三左右的位置追走，並於比賽途中逐步發力爬升，於第四彎道經已處於第六的位置。進入直路後，縱然其剛才經已進行長距離加速，但其勢頭不減下繼續衝刺，最終超越前方賽駒取得領先並成功壓制後方奇銳駿的來襲，以頸位優勢取得首個一級賽冠軍。

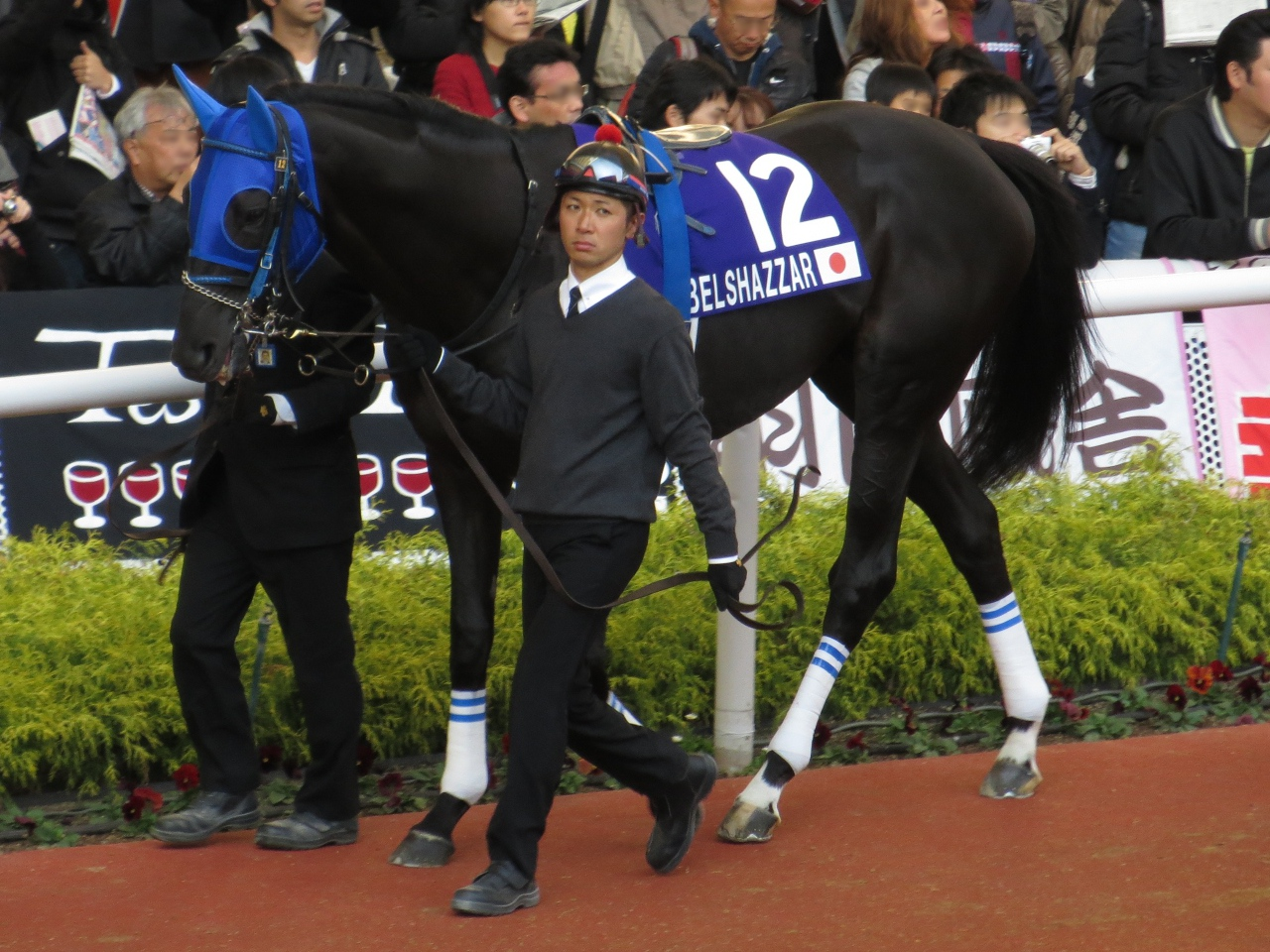
日本盃泥地大賽沙圈

年末，由於其在年間的泥地賽事全數跑入三甲之內並勇奪一級賽頭銜，因而於評選之中獲得154票，以32票之差戰勝北港火山成爲最佳泥地馬。

### 6歲
2014年年初，陣營宣佈上半年最大目標爲遠征阿聯酋出戰杜拜世界盃，並於2月17日接受阿聯酋方面的邀請確認成行。
2月23日，作爲遠征的熱身其出戰二月錦標，雖然比賽初段受到漏閘的影響需要於後方追走，但進入直路後成功憑借優秀的加速力不斷縮窄和前方賽駒的距離，最終僅敗於小林歷奇及北港火山以第三完賽。
3月29日按照計劃出戰杜拜世界盃，然而於未能適應美丹馬場的膠沙地賽道及於第四彎道受到阻礙下未能順利加速，最終以第十一大敗。
回國後原定放草並備戰往後的賽事，但於5月被發現肌腱撕裂，最終陣營決定安排其退役。

### 詳細賽績
| 日期       | 舉辦國家 | 馬場 | 距離     | 級別 | 賽事名稱       | 負重 | 騎師     | 馬號 | 出馬 | 名次 | 時間     | 頭馬（二馬）      |
| ---------- | -------- | ---- | -------- | ---- | -------------- | ---- | -------- | ---- | ---- | ---- | -------- | ----------------- |
| 9/10/2010  | 日本     | 京都 | 草1800   |      | 2歲新馬        | 55   | 安藤勝己 | 4    | 8    | 1    | 1:56.0   | （Win Learned）   |
| 30/10/2010 | 日本     | 京都 | 草1800   | OP   | 萩錦標         | 55   | 安藤勝己 | 8    | 10   | 3    | 1:49.7   | 湘南聲威          |
| 26/12/2010 | 日本     | 中山 | 草2000   | OP   | 希望錦標       | 55   | 李慕華   | 7    | 10   | 1    | 2:00.4   | （中山騎士）      |
| 13/2/2011  | 日本     | 東京 | 草1800   | GIII | 共同通信盃     | 56   | 杜滿萊   | 12   | 13   | 4    | 1:48.8   | 中山騎士          |
| 26/3/2011  | 日本     | 阪神 | 草1800   | GII  | 春季錦標       | 56   | 安藤勝己 | 7    | 18   | 2    | 1:46.5   | 黃金巨匠          |
| 24/4/2011  | 日本     | 東京 | 草2000   | GI   | 皋月賞         | 57   | 安藤勝己 | 11   | 18   | 11   | 2:01.9   | 黃金巨匠          |
| 29/5/2011  | 日本     | 東京 | 草2400   | GI   | 東京優駿       | 57   | 後藤浩輝 | 7    | 18   | 3    | 2:31.9   | 黃金巨匠          |
| 18/9/2011  | 日本     | 中山 | 草2200   | GII  | 聖烈特紀念     | 56   | 安藤勝己 | 1    | 17   | 4    | 2:10.7   | 重大戰役          |
| 23/10/2011 | 日本     | 京都 | 草3000   | GI   | 菊花賞         | 57   | 後藤浩輝 | 8    | 18   | 17   | 3:08.1   | 黃金巨匠          |
| 1/4/2012   | 日本     | 中山 | 草1600   | GIII | 打吡公爵挑戰盃 | 57   | 四位洋文 | 7    | 16   | 15   | 1:34.5   | 禮貌周到          |
| 26/5/2013  | 日本     | 京都 | 泥1800   |      | 成田拜仁紀念   | 57   | 濱中俊   | 16   | 16   | 3    | 1:51.0   | Vent Nouveau      |
| 29/6/2013  | 日本     | 中京 | 泥1800   |      | 白川鄉錦標     | 57   | 濱中俊   | 15   | 15   | 1    | 1:50.9   | （Suzuka Lucent） |
| 15/9/2013  | 日本     | 中山 | 泥1800   | OP   | 日本電台賞     | 55   | 吉田豐   | 6    | 16   | 2    | 1:50.4   | Grazia            |
| 20/1/2013  | 日本     | 東京 | 泥2100   | OP   | 巴西盃         | 56   | 柴田善臣 | 1    | 15   | 1    | 2:08.2   | （Meteorologist） |
| 10/11/2013 | 日本     | 東京 | 泥1600   | GIII | 武藏野錦標     | 56   | 李慕華   | 6    | 16   | 1    | 1:35.3   | （Admire Royal）  |
| 1/12/2013  | 日本     | 阪神 | 泥1800   | GI   | 日本盃泥地大賽 | 57   | 李慕華   | 12   | 16   | 1    | 1:50.4   | （奇銳駿）        |
| 23/2/2014  | 日本     | 東京 | 泥1600   | GI   | 二月錦標       | 57   | 杜滿萊   | 11   | 16   | 3    | 1:36.4   | 小林歷奇          |
| 29/3/2014  | 阿聯酋   | 美丹 | 膠沙2000 | GI   | 杜拜世界盃     | 57   | 杜滿萊   | 2    | 16   | 11   | 紀錄缺失 | 非洲傳說          |

## 退役後
退役後，巴比倫王成爲了配種馬，於北海道安平町社台Stallion Station休養，在2015年進行配種，首批子嗣於2016年出生。首批子嗣可於2018年出賽。
2016年12月2日，其被轉移至北海道日高町育馬者Stallion Station，於來年在此處繼續進行配種。
2021年10月其再度被轉移陣地，前往青森縣東北町東北牧場休養。

## 血統簡介
父系夏威夷王爲日本賽駒，生涯戰績極爲優秀，僅得一戰未能獲勝，曾勝出一級賽NHK一哩賽及東京優駿（日本打吡），爲日本史上首匹贏得變則二冠的賽駒。祖父金滿寶爲美國生產的法國賽駒，曾三勝一級賽，亦爲近代著名種馬之一。
母系Maruka Candy爲日本賽駒，生涯戰績不俗，曾勝出三級府中牝馬錦標。外祖父週日寧靜爲美國三冠賽雙冠馬，退役後在日本配種，其子嗣贏得巨額獎金，連續12年成為日本冠軍種馬。

### 血統表
| 父線：金滿寶系（淘金者系）           |                               |              |                 |
| 種馬 夏威夷王 2001年（棗色）         | 金滿寶 1990年（棗色）         | 淘金者       | Raise a Native  |
| 種馬 夏威夷王 2001年（棗色）         | 金滿寶 1990年（棗色）         | 淘金者       | Gold Digger     |
| 種馬 夏威夷王 2001年（棗色）         | 金滿寶 1990年（棗色）         | Miesque      | 雷利耶夫        |
| 種馬 夏威夷王 2001年（棗色）         | 金滿寶 1990年（棗色）         | Miesque      | Pasadoble       |
| 種馬 夏威夷王 2001年（棗色）         | Manfath 1991年（深棗色）      | 最後大官     | Try My Best     |
| 種馬 夏威夷王 2001年（棗色）         | Manfath 1991年（深棗色）      | 最後大官     | Mill Princess   |
| 種馬 夏威夷王 2001年（棗色）         | Manfath 1991年（深棗色）      | Pilot Bird   | Blakeney        |
| 種馬 夏威夷王 2001年（棗色）         | Manfath 1991年（深棗色）      | Pilot Bird   | The Dancer      |
| 繁殖雌馬 Maruka Candy 1996年（棕色） | 週日寧靜 1986年（棕色）       | Halo         | Hail to Reason  |
| 繁殖雌馬 Maruka Candy 1996年（棕色） | 週日寧靜 1986年（棕色）       | Halo         | Cosmah          |
| 繁殖雌馬 Maruka Candy 1996年（棕色） | 週日寧靜 1986年（棕色）       | Wishing Well | Understanding   |
| 繁殖雌馬 Maruka Candy 1996年（棕色） | 週日寧靜 1986年（棕色）       | Wishing Well | Mountain Flower |
| 繁殖雌馬 Maruka Candy 1996年（棕色） | Gina Romantica 1996年（棗色） | Secreto      | 北地舞人        |
| 繁殖雌馬 Maruka Candy 1996年（棕色） | Gina Romantica 1996年（棗色） | Secreto      | Betty's Choice  |
| 繁殖雌馬 Maruka Candy 1996年（棕色） | Gina Romantica 1996年（棗色） | Waya         | Faraway Son     |
| 繁殖雌馬 Maruka Candy 1996年（棕色） | Gina Romantica 1996年（棗色） | Waya         | War Patj        |
| 雌系：號族：1-e                      |                               |              |                 |
| 五代內近親交配：5×5×4                |                               |              |                 |

## 命名由來
名字Belshazzar（ベルシャザール）出自《舊約聖經》大先知書《但以理書》第5章所記載的故事「伯沙撒的盛宴」中，新巴比倫王國國王伯沙撒之名字，香港則取背後來源，翻譯为「巴比倫王」。

## 外部連結
- 巴比倫王 netkeiba.com （页面存档备份，存于）
- 血統表 （页面存档备份，存于）